# El vampiro sangriento
El vampiro sangriento es una película de terror mexicana de 1962 escrita y dirigida por Miguel Morayta y protagonizada por Begoña Palacios, Erna Martha Bauman y Carlos Agostí. Esta película parte de una duología de películas de género cine de vampiros escrita y dirigida por Morayta, siendo seguida por La invasión de los vampiros (1963).

## Argumento
El conde Cagliostro (Antonio Raxel), cuya familia ha tratado por generaciones de librar al mundo de los vampiros, instruye a su hija Inés (Begoña Palacios) para enfrentar al conde Frankenhausen (Carlos Agostí) y a su ejército de vampiros.

## Reparto
- Begoña Palacios como Inés Cagliostro.
- Erna Martha Bauman como Condesa Eugenia Frankenhausen.
- Raúl Farell como Dr. Ricardo Peisser.
- Bertha Moss como Frau Hildegarda.
- Carlos Agostí como Conde Sigfrido von Frankenhausen.
- Pancho Córdova como Justus (como Francisco A. Cordova).
- Antonio Raxel como Conde Valsamo de Cagliostro.
- Enrique Lucero como Lázaro.
- Lupe Carriles como Lupe, la posadera.
- Nathanael León como Maestro de la cámara de tortura (no acreditada).

## Recepción
El libro Gender and Sexuality in Latin American Horror Cinema: Embodiments of Evil de Gustavo Subero destacó al personaje de Frau Hildegarda como un «personaje que abraza mejor la monstruosidad mientras se separa de la sociedad patriarcal», diciendo que «en muchos casos se la representa como más monstruosa y malvada que el vampiro al que sirve», ya que «no sólo es una mano amiga para El Conde, [sino que] disfruta de la libertad de ejercer el mal sin tener que justificarlo por cumplir las órdenes de otra persona». El libro le atribuía esto a que no obedecía «las dos características principales del gótico femenino: la belleza física 'natural' de tales criaturas y ser una víctima irreprochable de la opresión patriarcal». El libro Hampones, pelados y pecatrices: Sujetos peligrosos de la Ciudad de México (1940-1960) llegó a una conclusión similar con respecto a la presentación de la película del arquetipo de «malas mujeres».
Cine mexicano de horror: carteles del cine fantástico mexicano, de Rogelio Agrasánchez, un libro dedicado a los carteles de películas de terror y fantásticas, dio una reseña positiva a los carteles de esta película y su secuela La invasión de los vampiros, diciendo que presentaban «diseños maravillosos de estupendo color y factura».
Alexis Puig en El gran libro del vampiro le da a la película 1 de 5 «estacas», y su reseña simplemente dice «Sólo para los amantes del terror azteca».